# 21613 Schlecht
21613 Schlecht este un asteroid din centura principală de asteroizi.

## Descriere
21613 Schlecht este un asteroid din centura principală de asteroizi. A fost descoperit pe 12 mai 1999 la Socorro, New Mexico, în cadrul proiectului LINEAR. Asteroidul prezintă o orbită caracterizată de o semiaxă mare de 2,33 ua, o excentricitate de 0,21 și o înclinație de 7,0° în raport cu ecliptica.